# Massa di Somma
Massa di Somma é uma comuna italiana da região da Campania, província de Nápoles, com cerca de 5.902 habitantes. Estende-se por uma área de 3,47 km², tendo uma densidade populacional de 1.700 hab/km². Faz fronteira com Cercola, Ercolano, Pollena Trocchia, San Sebastiano al Vesuvio.

## Demografia
| Variação demográfica do município entre 1861 e 2011                               |
|                                                                                   |
| Fonte: Istituto Nazionale di Statistica (ISTAT) - Elaboração gráfica da Wikipedia |